# Phylloxerina populi
Phylloxerina populi är en insektsart som först beskrevs av David D. Gillette 1914.  Phylloxerina populi ingår i släktet Phylloxerina och familjen dvärgbladlöss. Inga underarter finns listade i Catalogue of Life.